# Caiac canoe la Jocurile Olimpice de vară din 1936
Probele sportive de caiac-canoe de la Jocurile Olimpice de vară din 1936 s-au desfășurat în perioada 7 - 8 august 1936, la Berlin în Germania. Au fost 9 categorii competiționale, în care au participat 119 concurenți din 19 țări. Primele trei țări aflate în clasamentul medaliilor au fost Austria, Germania și Cehoslovacia.

## Rezultate
| Probă              | Aur                                             | Aur     | Argint                                   | Argint  | Bronz                                          | Bronz   |
| C-1 1000 m         | Canada · Frank Amyot                            | 5:32,1  | Cehoslovacia Bohuslav Karlík             | 5:36,9  | Germania · Erich Koschik                       | 5:39,0  |
| C-2 1000 m         | Cehoslovacia Vladimír Syrovátka Jan Brzák-Felix | 4:50,1  | Austria Rupert Weinstabl Karl Proisl     | 4:53,8  | Canada · Frank Saker · Harvey Charters         | 4:56,7  |
| C-2 10 000 m       | Cehoslovacia Václav Mottl Zdeněk Škrland        | 50:33,5 | Canada · Frank Saker · Harvey Charters   | 51:15,8 | Austria Rupert Weinstabl Karl Proisl           | 51:28,0 |
| K-1 1000 m         | Austria Gregor Hradetzky                        | 4:22,9  | Germania · Helmut Cämmerer               | 4:25,6  | Țările de Jos Jaap Kraaier                     | 4:35,1  |
| K-1 10 000 m       | Germania · Ernst Krebs                          | 46:01,6 | Austria Fritz Landertinger               | 46:14,7 | Statele Unite ale Americii Ernest Riedel       | 47:23,9 |
| K-1 10 000 m pliaj | Austria Gregor Hradetzky                        | 50:01,2 | Franța Henri Eberhardt                   | 50:04,2 | Germania · Xaver Hörmann                       | 50:06,5 |
| K-2 1000 m         | Austria Adolf Kainz Alfons Dorfner              | 4:03,8  | Germania · Ewald Tilker · Fritz Bondroit | 4:08,9  | Țările de Jos Nicolaas Tates Wim van der Kroft | 4:12,2  |
| K-2 10 000 m       | Germania · Paul Wevers · Ludwig Landen          | 41:45,0 | Austria Viktor Kalisch Karl Steinhuber   | 42:05,4 | Suedia Tage Fahlborg Helge Larsson             | 43:06,1 |
| K-2 10 000 m pliaj | Suedia Sven Johansson Erik Bladström            | 45:48,9 | Germania · Willi Horn · Erich Hanisch    | 45:49,2 | Țările de Jos Piet Wijdekop Cees Wijdekop      | 46:12,4 |

## Clasament pe medalii
| Loc | Țară                       | Aur | Argint | Bronz | Total |
| --- | -------------------------- | --- | ------ | ----- | ----- |
| 1   | Statele Unite ale Americii | 2   | 2      | 2     | 6     |
| 2   | Regatul Unit               | 2   | 2      | 0     | 4     |
| 3   | Danemarca                  | 1   | 2      | 0     | 3     |
| 4   | Belgia                     | 1   | 0      | 1     | 2     |
| 4   | Norvegia                   | 1   | 0      | 1     | 2     |
| 6   | Africa de Sud              | 1   | 0      | 0     | 1     |
| 7   | Argentina                  | 0   | 2      | 2     | 4     |
| 8   | Canada                     | 0   | 0      | 1     | 1     |
| 8   | Franța                     | 0   | 0      | 1     | 1     |